# Rasual Butler
Rasual Butler  (Philadelphia, Pennsylvania, 23. svibnja 1979. - Studio City, 31. siječnja 2018.) je bio američki profesionalni košarkaš. Igrao je na poziciji bek šutera, a mogao je igrati i na pozicijama niskog krila. Izabran je u 2. krugu (52. ukupno) NBA drafta 2002. godine od strane Miami Heata.

## NBA karijera
Izabran je kao 52. izbor NBA drafta 2002. od strane Miami Heata. Nakon tri sezone s Miamiem, Butler je mijenjan u New Orleans Hornetse kao dio najveće zamjene u povijesti NBA lige. U sezoni 2007./08. Butler je prosječno postizao 4.9 poena i 2 skoka za 17 minuta na terenu. 12. kolovoza 2009. Butler je mijenjan u Los Angeles Clipperse u zamjenu za budući izbor drugog kruga NBA drafta 2016. godine.

## NBA statistika

### Regularni dio
| Godina    | Klub             | Odig. uta. | Uta. poč. | Min. | 2P%  | 3P%  | Sl. bac.% | Skok. | Asist. | Ukr. lop. | Blok. | Poena |
| --------- | ---------------- | ---------- | --------- | ---- | ---- | ---- | --------- | ----- | ------ | --------- | ----- | ----- |
| 2002./03. | Miami            | 72         | 28        | 21.0 | .362 | .292 | .731      | 2.6   | 1.3    | .3        | .6    | 7.5   |
| 2003./04. | Miami            | 45         | 0         | 15.0 | .476 | .463 | .762      | 1.4   | .5     | .2        | .3    | 6.8   |
| 2004./05. | Miami            | 65         | 15        | 18.5 | .399 | .373 | .771      | 2.3   | 1.0    | .3        | .4    | 6.5   |
| 2005./06. | NO/Oklahoma City | 79         | 20        | 23.7 | .406 | .380 | .693      | 2.9   | .5     | .4        | .6    | 8.7   |
| 2006./07. | NO/Oklahoma City | 81         | 38        | 27.4 | .398 | .369 | .644      | 3.2   | .8     | .5        | .7    | 10.1  |
| 2007./08. | New Orleans      | 51         | 8         | 17.2 | .350 | .331 | .839      | 2.0   | .7     | .3        | .4    | 4.9   |
| 2008./09. | New Orleans      | 82         | 74        | 31.9 | .433 | .390 | .782      | 3.3   | .9     | .6        | .7    | 11.2  |
| Ukupno    |                  | 475        | 183       | 23.1 | .404 | .371 | .730      | 2.6   | .8     | .4        | .5    | 8.3   |

### Doigravanje
| Godina    | Klub        | Odig. uta. | Uta. poč. | Min. | 2P%  | 3P%  | Sl. bac.% | Skok. | Asist. | Ukr. lop. | Blok. | Poena |
| --------- | ----------- | ---------- | --------- | ---- | ---- | ---- | --------- | ----- | ------ | --------- | ----- | ----- |
| 2003./04. | Miami       | 10         | 0         | 5.8  | .409 | .333 | .000      | 1.1   | .2     | .1        | .0    | 2.1   |
| 2004./05. | Miami       | 12         | 1         | 15.2 | .373 | .367 | .333      | 1.5   | .6     | .1        | .1    | 4.7   |
| 2008./09. | New Orleans | 5          | 5         | 31.6 | .459 | .526 | 1.000     | 3.0   | .2     | .2        | .8    | 10.6  |
| Ukupno    |             | 27         | 6         | 14.7 | .407 | .414 | .833      | 1.6   | .4     | .1        | .2    | 4.8   |

## Vanjske poveznice
- Profil na NBA.com
- Profil  Arhivirana inačica izvorne stranice od 9. travnja 2014. (Wayback Machine) na Basketball-Reference.com